# Ɪ̨
Cette page contient des caractères spéciaux ou non latins. S’ils s’affichent mal (▯, ?, etc.), consultez la page d’aide Unicode.
La petite capitale i ogonek, ɪ̨, est un graphème utilisé dans la transcription de George L. Trager (en). Il s’agit de la lettre petite capitale i diacritée d’un ogonek.

## Utilisation
George L. Trager (en) a utilisé la petite capitale i ogonek pour noter une voyelle pré-fermée antérieure non arrondie nasalisée.

## Représentations informatiques
La petite capitale i ogonek peut être représenté avec les caractères Unicode suivants :
- décomposé (Alphabet phonétique international, diacritiques, latin étendu - D) :

| formes    | représentations | chaînes de caractères | points de code | descriptions                                                 |
| --------- | --------------- | --------------------- | -------------- | ------------------------------------------------------------ |
| majuscule | Ɪ̨               | Ɪ◌̨                    | U+A7AE U+0328  | lettre majuscule latine petite capitale i diacritique ogonek |
| minuscule | ɪ̨               | ɪ◌̨                    | U+026A U+0328  | lettre minuscule latine petite capitale i diacritique ogonek |